# 3 Sextantis
3 Sextantis, som är stjärnans Flamsteed-beteckning, är en ensam stjärna belägen i den mellersta delen av stjärnbilden Sextanten. Den har en skenbar magnitud på ca 7,04 och kräver åtminstone en handkikare för att kunna observeras. Baserat på parallaxmätning inom Hipparcosuppdraget på ca 5,13 mas, beräknas den befinna sig på ett avstånd på ca 534 ljusår (ca 164 parsek) från solen. 

## Egenskaper
3 Sextantis är en vit till blå Ap-stjärna av spektralklass ApEuCr(Sr) Den har en radie som är ca 2 solradier och utsänder ca 39 gånger mera energi än solen från dess fotosfär vid en effektiv temperatur på ca 10 100 K.